# John Deere
Deere & Company (ali John Deere) je ameriška korporacija, ki proizvaja kmetijske, gradbene in gozdarske stroje, dizelske motorje in drugo opremo. Leta 2013 je podjetje na ameriški listi Fortune 500 zasegalo 85. mesto, na listi Fortune Global 500 pa 307.Podjetje se ukvarja tudi s finančnimi storitvami. Slogan podjetja je "Nothing Runs Like a Deere" - "nič ne deluje tako kot Deere".Stroje John Deere se zlahka prepozna pod zeleno rumeni barvi. 
Podjetje je ustanovil ameriški izumitelj John Deere leta 1837 v kraju Grand Detour, Illinois. Sprva je delal kot mehanik in proizvajal majhna orodja. 

## Izdelki

### Kmetijski stroji
- Traktor
- Traktor na gosenicah (9630T)
- Čelni nakladač
- Kombajn
- Silažni kombajn
- Stroj za obiranje bombaža
- Stroj za obiranje sladkornega trsa
- Sejalnica
- Škropilnica(samohodna)
- Stroj za nakladanje bal
- Škropilec gnojnice

### Gradbeni stroji
- Bager
- Nakladalnik
- Gosenični nakladalnik
- Traktorski kopač
- Skidster
- Buldožer
- Izravljalnik

### Gozdarski stroji
- Harvester
- Forvarder
- Zgibnik

### Drugo
- Kosilnica
- UTV (Gator)
- Dizelski motor